# Castello Carafa (Cirò)
Il Castello Carafa, situato a Cirò (KR), è un castello di forma trapezoidale, con due torri angolari e un bastione pentagonale merlato. Costruito verso il X secolo, è stato realizzato in più fasi, subendo diverse modifiche nel corso dei secoli. Al suo interno è presente una pavimentazione ricca di simboli astronomici, con caratteristiche geometriche affini alla riforma del calendario coniata da Luigi Lilio e applicata da papa Gregorio XIII (bolla papale firmata a Mondragone nel 1582).

## Storia
Si stima che il castello sia stato costruito intorno al X secolo. Sono riscontrabili elementi architettonici tipici delle popolazioni che regnarono sul territorio calabrese da quel secolo in poi, testimoni delle influenze saracene e bizantine (IX e X secolo), dei Normanni, degli Svevi e degli Angioini. 
Nel 1496 i vassalli degli Angioini, la famiglia Ruffo, cedettero la proprietà ai Carafa, vassalli degli Aragonesi. Questi ultimi avviarono lavori per trasformare l'edificio in una fortezza di difesa, come con la costruzione del baluardo pentagonale, per stabilirsi nel territorio di Cirò.
Nel 1545 i discendenti di Andrea Carafa caddero in disgrazia e il castello fu venduto ad Antonio de Abenante, barone di Calopezzati. Costui fu processato per eresia, i suoi beni gli vennero confiscati e il castello fece parte per alcuni anni del demanio. Nel 1571 il castello fu venduto a Isabella Caracciolo, duchessa di Castrovillari, per poi passare per eredità materna al figlio Giovanni Vincenzo Spinelli. 
Nel 1735 ospitò il Re Carlo III di Spagna, in viaggio verso Palermo per ricevere la corona di Re di Sicilia.
Gli Spinelli restarono proprietari fino al 1842, quando l'ultima erede, Mariantonia, lo vendette per espropriazione forzata all'asta pubblica. Fu acquistato dalla famiglia Giglio e trasformato in palazzo abitato fino a metà degli anni '50. Dopo un periodo di accessibilità pubblica il castello venne chiuso e abbandonato fino al 1980. Attualmente è proprietà del comune di Cirò ed è accessibile solo su appuntamento.

## Descrizione
Il castello ha una forma trapezoidale, con i quattro vertici occupati da torri, ed è diviso in tre parti, una sotterranea e due parti fuori terra, il piano magazzini e il piano superiore. Sono presenti due torri angolari circolari scarpate e un bastione pentagonale merlato. La torre pentagonale è collocata su un basamento curvilineo, probabile traccia della presenza di una precedente torre.
L'altezza tra piano cisterna e altezza dei merli è di 18 metri. 
All'ingresso è presente un androne a botta, da cui si entra in un cortile, intorno al quale si sviluppano i corpi di fabbrica, due grande appartamenti e camere per la servitù.
Il lastricato del cortile, costruito interamente con pietra locale, è diverso rispetto a quello dell'androne e della strada di accesso al castello. Presenta diversi schemi geometrici e la sua inclinazione consente di filtrare l'acqua che affluisce nel castello. Attorno a esso si apre il piano dei magazzini e delle stalle, al di sotto il piano dei sotterranei. 
La stanza al di sotto della corte è profonda circa nove metri ed è caratterizzata da una temperatura costante di circa 18 °C.

### Pavimentazione
Le informazioni sulla sua realizzazione del lastricato del cortile sono poche e incerte. È presente il probabile anno di fine della sua costruzione, il 1564. Tale numero è presente due volte nella parte centrale, con le cifre costruite con un filare di mattone pieno posizionato di coltello. 
Il pavimento occupa un'area di forma romboidale, con lato da 17 metri, con una trama realizzata in tre filari di mattoni rossi. I quadranti sono riempiti di ciottoli di fiume.

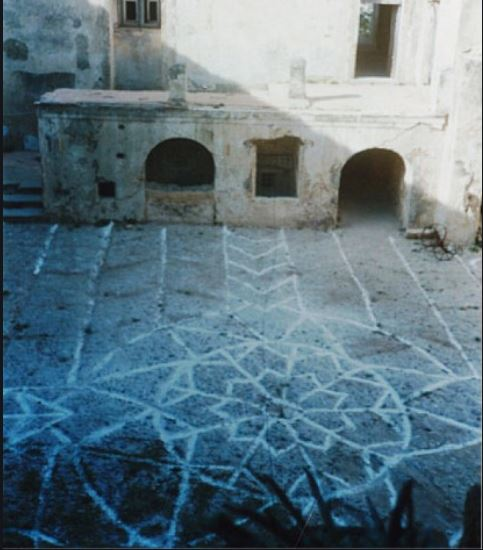
Pavimentazione del castello Carafa di Cirò

Nel centro è presente un poligono a diciotto lati, e, in modo radiale, dei petali a forma di pentagono irregolare. Proseguendo verso l'esterno a ogni petalo è associato un altro tipo di petalo, un poligono irregolare a sei lati, la cui base sormonta la forma del petalo della figura precedente. L'unione tra i vertici dei petali forma una stella a nove punte, l'enneagramma (geometria).

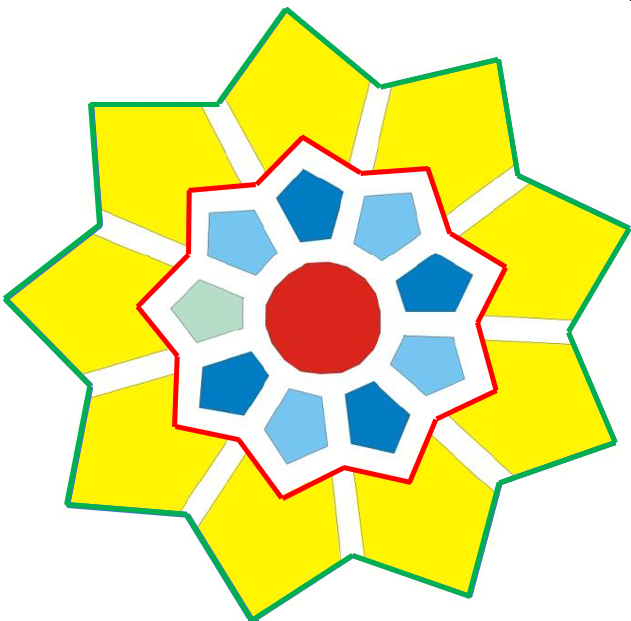
Rappresentazione schematica della parte centrale. Primo enneagramma evidenziato in verde, secondo enneagramma in rosso

Sono quindi presenti due stelle a nove punte, racchiuse in un cerchio. Un altro cerchio comprende al suo interno il primo cerchio e delle spezzate, al cui interno sono presenti numeri rappresentati con la distribuzione di mattoni.
Dal cerchio dipartono delle direttrici secondo i punti cardinali, che formano una croce estesa per tutto il pavimento.
Nel lato verticale della croce sono presenti mattoni disposti a freccia con orientamento Nord-Sud, mentre nel lato orizzontale sono presenti simboli tetraedrici con orientamento Est-Ovest.
Il pavimento può essere scomposto lungo 13 assi. I cinque centrali coincidono con il grande cerchio e hanno lo stesso andamento inclinato delle spezzate. Gli altri otto assi hanno un andamento perpendicolare nella parte Est e Ovest della pavimentazione.. 
Nella parte sinistra sono presenti 19 archetti. Nella parte destra sono presenti cerchi e rombi. 
Tra asse centrale del pavimento e le direttrici dal centro fino alla parte esterna deformata è presente un angolo di 23,5°.

## Simbologia
Il pavimento rappresenta osservazioni solari nella parte ovest, osservazioni lunari nella parte a est e movimento degli astri nella parte centrale. La presenza di 19 archetti nella parte sinistra e dei 18 petali al centro insieme al poligono centrale sono associabile all'introduzione dell'epatta lunare, che rappresenta la considerazione del ciclo metonico per riformare il calendario. Sono infatti 19 gli anni necessari affinché anno tropico e mese lunare inizino nello stesso giorno, con l'assunzione che 19 anni tropici coincidano con 235 mesi lunari.
Le frecce convergenti del braccio Nord-Sud rappresentano, in modo simbolico, l'andamento dei satelliti intorno al sole. I simboli tetraedrici del braccio Est-Ovest possono essere associati a solstizi ed equinozi. Tali simboli corrispondono a due diamanti equinoziali, due diamanti solstiziali e simboli di tropico del cancro e del capricorno. L'angolo di 23,5° presente tra asse centrale del pavimento e le direttrici dal centro fino alla parte esterna deformata corrisponde all'inclinazione tra piano orbitale terrestre intorno al sole e asse di rotazione terrestre.

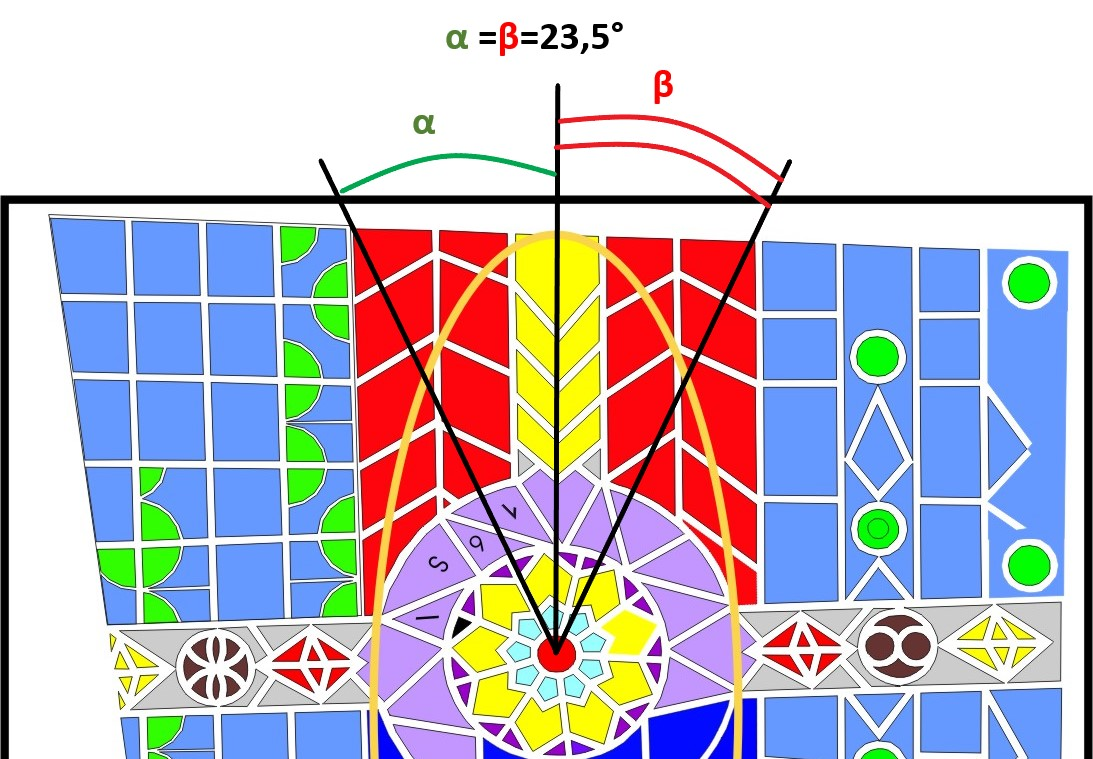
Rappresentazione schematica della simbologia del pavimento. Semicerchi in verde chiaro associati all'epatta lunare. Nella parte centrale, in orizzontale, tetraedri per rappresentare solstizi ed equinozi. Parte centrale con data “1564” e “petali”. Angoli tra asse centrale e direttrici evidenziati in rosso e in verde.

Il primo cerchio e le spezzate possono rappresentare i moti di terra e luna.
Le stelle a nove punte possono rappresentare il calendario tradizionale su base ennagonale. 
La presenza dell'enneagramma è rara nell'architettura di quei secoli e nell'architettura italiana, salvo qualche eccezione (ad esempio per la città di Palmanova). I significati e gli utilizzi di questo simbolo sono stati resi noti solo decenni fa da Georges Ivanovič Gurdjieff, in quanto, sebbene sia un simbolo esoterico con secoli di storia, il suo utilizzo in vari settori e i suoi significati sono stati tramandati esclusivamente per via orale, specialmente dai Sufi.

## Legami con Luigi Lilio
L'ipotesi più accreditata è che la pavimentazione sia stata costruita secondo le conoscenze astronomiche diffuse da Luigi Lilio, astronomo calabrese nato a Cirò. La data riportata, 1564, è compatibile con il periodo di vita dell'astronomo (1510-1576). L'assenza di documenti scritti al riguardo può essere ricondotta alla presenza degli enneagrammi.
Privilegiare la conoscenza scientifica orale a quella scritta non è solo un retaggio asiatico: a quei tempi le Scienze naturali, tra cui spicca l'Alchimia, erano diffuse e prese sul serio anche senza lasciare troppi documenti scritti al riguardo (basti pensare all'interesse al riguardo da parte di Isaac Newton). Si può quindi suppore senza indugi che Lilio, originario di una regione caratterizzata da una particolare armonia tra cultura orientale e cultura occidentale, abbia adoperato in maniera sopraffine queste conoscenze orali, riuscendo nel suo scopo quasi senza lasciare scritti.